# IiO
iiO ist ein Dance- und House-Act aus New York, bestehend aus Musikproduzent und Songwriter Markus Moser. Das ehemalige Mitglied, die Singer-Songwriterin Nadia Ali, verließ das Projekt 2005, um eine Solokarriere zu verfolgen. iiO ist vor allem bekannt für seine Hit-Single „Rapture“.

## Geschichte
Das Duo iiO entstand, als der Produzent Markus Moser auf der Suche nach einer Sängerin für seine Produktionen war. Ursprünglich hieß das Musikprojekt Vaiio, eine Ableitung des Laptops Sony Vaio, auf dem das Duo zu Beginn arbeitete. Das Präfix „Va“ wurde schließlich entfernt, um mögliche rechtliche Probleme mit Sony zu vermeiden.
2001 hatte das Duo einen weltweit erfolgreichen Hit mit „Rapture“, den sie 2002 als Single veröffentlichten. In den UK-Single-Charts erreichte die Single Platz 2 und in Australien Platz 3. Nach diesem Großerfolg erschienen Remixe von zahlreichen DJs wie Armin van Buuren, Deep Dish und Paul van Dyk. Die Nachfolge-Single „At the End“ kam in den britischen Charts auf Platz 20.
iiO veröffentlichte im März 2005 sein Debüt-Album Poetica. Davon gab es insgesamt vier Single-Auskopplungen. Keine davon erreichte mehr eine Platzierung in den allgemeinen Charts. „Kiss You“ kam jedoch auf Platz 3 in den Billboard-Charts Hot Dance Club Play, „Is It Love?“ erreichte sogar Platz 1.
2007 erschien das Remix-Album Reconstruction Time: The Best of iiO Remixed, das auch die Single „Rapture 2007“ beinhaltet. Dieser Song kam erneut auf Platz 3 der Charts Hot Dance Club Play.

## Diskografie

### Alben
- 2005: Poetica
- 2007: Reconstruction Time: The Best of iiO Remixed

### Singles
- 2002: Rapture
- 2002: At the End
- 2003: Smooth
- 2004: Runaway
- 2005: Kiss You
- 2006: Is It Love?
- 2007: Rapture 2007
- 2008: Rapture Reconstruction: Platinum Edition

## Auszeichnungen für Musikverkäufe
| Platin-Schallplatte - Australien - 2002: für die Single Rapture |

Anmerkung: Auszeichnungen in Ländern aus den Charttabellen bzw. Chartboxen sind in ebendiesen zu finden.
| Land/RegionAuszeichnungen für Musikverkäufe (Land/Region, Auszeichnungen, Verkäufe, Quellen) | Silber  | Gold | Platin  | Verkäufe | Quellen     |
| -------------------------------------------------------------------------------------------- | ------- | ---- | ------- | -------- | ----------- |
| Australien (ARIA)                                                                            | —       | —    | Platin1 | 70.000   | aria.com.au |
| Vereinigtes Königreich (BPI)                                                                 | Silber1 | —    | —       | 200.000  | bpi.co.uk   |
| Insgesamt                                                                                    | Silber1 | —    | Platin1 |          |             |

## Belege
1. ↑  Chartquellen: DE AT CH UK US